# Exponencial de una matriz
En matemáticas, la exponencial de matrices es una función definida sobre las matrices cuadradas análoga a la función exponencial. Se usa para resolver sistemas de ecuaciones diferenciales lineales. 

## Definición
Sea {\displaystyle X} una matriz de números complejos de tamaño {\displaystyle n\times n}. La exponencial de {\displaystyle X}, denotada por {\displaystyle e^{X}} o {\displaystyle \exp(X)}, es la matriz {\displaystyle n\times n} dada por la serie de potencias
{\displaystyle e^{X}=\sum _{k=0}^{\infty }{\frac {X^{k}}{k!}}.}
donde {\displaystyle X^{0}} está definida como la matriz identidad {\displaystyle I} de igual tamaño que la matriz {\displaystyle X}. La serie anterior es convergente para cualquier matriz cuadrada.
| Demostración |
| Se puede ver que la serie anterior es absolutamente convergente utilizando cualquier norma de matrices que sea submultiplicativa, ya que {\displaystyle \sum _{k=0}^{\infty }{\Big \\|}{\frac {1}{k!}}X^{k}{\Big \\|}\leq \sum _{k=0}^{\infty }{\frac {1}{k!}}\\|X\\|^{k}=e^{\\|X\\|}.} Al ser absolutamente convergente, en particular es convergente. El resultado es generalizable a cualquier norma de matrices, pues todas son equivalentes. Esto implica que la exponencial de una matriz cuadrada está siempre bien definida. |

Si la matriz {\displaystyle X} es una matriz {\displaystyle 1\times 1} entonces la exponencial de {\displaystyle X} corresponde con la exponencial ordinaria.

## Propiedades

### Propiedades elementales
Sean {\displaystyle X} e {\displaystyle Y} dos matrices complejas de dimensión {\displaystyle n\times n}, {\displaystyle a} y {\displaystyle b\in \mathbb {C} }. Denotemos la matriz identidad de tamaño {\displaystyle n\times n} por {\displaystyle I} y con {\displaystyle 0} a la matriz nula. La matriz exponencial satisface las siguientes propiedades:
1. {\displaystyle e^{0}=I}
2. {\displaystyle \exp {X^{T}}=(\exp X)^{T}}, donde {\displaystyle X^{T}} denota la transpuesta de la matriz {\displaystyle X}.
3. Si {\displaystyle Y\,} es invertible entonces {\displaystyle e^{YXY^{-1}}=Y\,e^{X}\,Y^{-1}}.
4. Si {\displaystyle X\,Y=Y\,X} entonces {\displaystyle e^{X}\,e^{Y}=e^{X+Y}=e^{Y}e^{X}}.
5. Si {\displaystyle X\,Y=Y\,X} entonces {\displaystyle Y\,e^{X}=e^{X}\,Y}.

| Demostración |
| Las propiedades 1 y 2 se siguen de la definición dada anteriormente. Basta con observar que {\displaystyle (YXY^{-1})^{m}=YX^{m}Y^{-1}} y sustituir en la definición: {\displaystyle e^{YXY^{-1}}=\sum _{k=0}^{\infty }{\frac {(YXY^{-1})^{k}}{k!}}=\sum _{k=0}^{\infty }{\frac {YX^{k}Y^{-1}}{k!}}=Y{\Bigg (}\sum _{k=0}^{\infty }{\frac {X^{k}}{k!}}{\Bigg )}Y^{-1}=Ye^{X}Y^{-1}.} Aplicando la definición de la exponencial y agrupando los exponentes de cada término tal que el exponente de {\displaystyle X} más el de {\displaystyle Y} sumen {\displaystyle m}, se obtiene {\displaystyle e^{X}e^{Y}=\sum _{m=0}^{\infty }\sum _{k=0}^{m}{\frac {X^{k}}{k!}}{\frac {Y^{m-k}}{(m-k)!}}=\sum _{m=0}^{\infty }{\frac {1}{m!}}\sum _{k=0}^{m}{\frac {m!}{k!(m-k)!}}X^{k}Y^{m-k}.} Como {\displaystyle X} e {\displaystyle Y} conmmutan, se puede aplicar la fórmula del binomio de Newton: {\displaystyle (X+Y)^{m}=\sum _{k=0}^{m}{\frac {m!}{k!(m-k)!}}X^{k}Y^{m-k}.} Sustituyendo en la fórmula anterior se obtiene {\displaystyle e^{X}e^{Y}=\sum _{m=0}^{\infty }{\frac {1}{m!}}(X+Y)^{m}=e^{X+Y}.} Utilizando la definición dada anteriormente de la exponencial de una matriz, se deduce que {\displaystyle Ae^{B}=A{\Bigg (}\sum _{k=0}^{\infty }{\frac {B^{k}}{k!}}{\Bigg )}=\sum _{k=0}^{\infty }{\frac {AB^{k}}{k!}}=\sum _{k=0}^{\infty }{\frac {B^{k}A}{k!}}={\Bigg (}\sum _{k=0}^{\infty }{\frac {B^{k}}{k!}}{\Bigg )}A=e^{B}A.} |

#### Consecuencias
Las siguientes propiedades son consecuencia de las propiedades anteriores:
1. {\displaystyle e^{aX}e^{bX}=e^{(a+b)X}}.
2. {\displaystyle e^{X}e^{-X}=I}.

Utilizando estos resultados, puede demostrarse fácilmente que si {\displaystyle X} es simétrica entonces {\displaystyle e^{X}} también es simétrica, si {\displaystyle X} es antisimétrica entonces {\displaystyle e^{X}} es ortogonal, si {\displaystyle X} es hermítica entonces {\displaystyle e^{X}} también lo es y si {\displaystyle X} es antihermítica entonces {\displaystyle e^{X}} es unitaria.

### Determinante de una matriz exponencial
Por la fórmula de Liouville, para cualquier matriz compleja que sea cuadrada se tiene:
{\displaystyle \det e^{X}=e^{\operatorname {tr} (X)}}
Utilizando esta identidad, puede demostrarse fácilmente que la exponencial de una matriz siempre es una matriz invertible.

## Exponencial de una suma
Para cualesquiera {\displaystyle x,y\in \mathbb {R} }, sabemos que {\displaystyle e^{x+y}=e^{x}e^{y}}. Esta misma propiedad es válida para matrices que conmutan, si {\displaystyle X} y {\displaystyle Y} son matrices que conmutan, esto es, {\displaystyle XY=YX} entonces
{\displaystyle e^{X+Y}=e^{X}e^{Y}}
Sin embargo, para matrices que no conmutan, esto no es necesariamente cierto.
Cabe destacar un caso en particular, muy usado en mecánica cuántica, en el que las matrices no conmutan pero sí que lo hacen cada una con su conmutador,  {\displaystyle [X,Y]}, es decir:
{\displaystyle [X,[X,Y]]=[Y,[X,Y]]=0}
Cuando esto es cierto la expresión se transforma en:
{\displaystyle e^{X}e^{Y}=e^{X+Y+{\frac {1}{2}}[X,Y]}}

### Fórmula del producto de Lie
Incluso si {\displaystyle X} y {\displaystyle Y} no conmutan, la exponencial {\displaystyle e^{X+Y}} puede calcularse por la fórmula del producto de Lie 
{\displaystyle e^{X+Y}=\lim _{n\to \infty }\left(e^{{\frac {1}{n}}X}e^{{\frac {1}{n}}Y}\right)^{n}}

## Cálculo de la exponencial de matrices

### Matrices diagonales y diagonalizables
Si una matriz {\displaystyle A} es diagonal:
{\displaystyle A={\begin{bmatrix}a_{1}&0&\ldots &0\\0&a_{2}&\ldots &0\\\vdots &\vdots &\ddots &\vdots \\0&0&\ldots &a_{n}\end{bmatrix}}}
entonces su exponencial se obtiene tomando las exponenciales de cada uno de los elementos de la diagonal principal:
{\displaystyle e^{A}={\begin{bmatrix}e^{a_{1}}&0&\ldots &0\\0&e^{a_{2}}&\ldots &0\\\vdots &\vdots &\ddots &\vdots \\0&0&\ldots &e^{a_{n}}\end{bmatrix}}.}
Si una matriz {\displaystyle M} es diagonalizable entonces:
{\displaystyle M=PDP^{-1}\;}
donde {\displaystyle D\;} es una matriz diagonal y es una matriz no singular {\displaystyle P\;} puede elegirse como una matriz unitaria. La exponenciación de matrices diagonalizables puede reducirse al caso de la exponencial de una matriz diagonal:
{\displaystyle e^{M}=Pe^{D}P^{-1}\;}

### Matrices que admiten forma de Jordan
La exponencial de una matriz que tiene estructura de bloque de Jordan es muy sencilla:
{\displaystyle B_{J}={\begin{bmatrix}\lambda &1&0&\cdots &0\\0&\lambda &1&\cdots &0\\0&0&\lambda &\cdots &0\\\vdots &&&\ddots &\vdots \\0&0&0&\cdots &\lambda \end{bmatrix}}\Rightarrow \qquad e^{B_{J}}={\begin{bmatrix}e^{\lambda }&{\frac {e^{\lambda }}{1!}}&{\frac {e^{\lambda }}{2!}}&\cdots &{\frac {e^{\lambda }}{(n-1)!}}\\0&e^{\lambda }&{\frac {e^{\lambda }}{1!}}&\cdots &{\frac {e^{\lambda }}{(n-2)!}}\\0&0&e^{\lambda }&\cdots &{\frac {e^{\lambda }}{(n-3)!}}\\\vdots &&&\ddots &\vdots \\0&0&0&\cdots &e^{\lambda }\end{bmatrix}}}
Se dice que una matriz {\displaystyle M\;} admite forma canónica de Jordan {\displaystyle J\;} cuando existe otra matriz no singular tal que:
{\displaystyle M=P^{-1}JP\;}
Siendo {\displaystyle J\;} una matriz triangular formada por bloques de Jordan (es decir, cuya diagonal principal contiene los autovalores de {\displaystyle M\;} y sólo la diagonal superior a la principal tiene algunos "1"). En ese caso la exponencial
{\displaystyle M=P^{-1}JP\to e^{M}=e^{P^{-1}JP}=\sum _{k=0}^{\infty }{\frac {(P^{-1}JP)^{k}}{k!}}=\sum _{k=0}^{\infty }{\frac {P^{-1}(J)^{k}P}{k!}}=P^{-1}e^{J}P}

## Aplicaciones
Dado un sistema de ecuaciones diferenciales lineal con coeficientes constantes de la forma:
{\displaystyle {\begin{cases}{\dot {\mathbf {x} }}(t)=\mathbf {A} \mathbf {x} (t)+\mathbf {f} (t)\\\mathbf {x} (t_{0})=\mathbf {x} _{0}\end{cases}}}
donde {\displaystyle \mathbf {x} (t)} representa el vector de funciones incógnita. La solución de este sistema viene dada por la exponenciación de la matriz de coeficientes:
{\displaystyle \mathbf {x} (t)=e^{\mathbf {A} (t-t_{0})}\mathbf {x} _{0}+\int _{t_{0}}^{t}e^{\mathbf {A} (t-s)}\mathbf {f} (s)\ ds}

### La exponencial de una matriz como solución de un sistema de EDO lineales
Dada {\displaystyle A} una matriz cuadrada de dimensión {\displaystyle n\times n}, se tiene que {\displaystyle x(t)=e^{At}} es solución de la ecuación diferencial {\displaystyle {\dot {x}}(t)={A}{x}(t)}. Esto se sigue la siguiente propiedad: {\displaystyle {\frac {d}{dt}}(e^{At})=Ae^{At}}.
| Demostración |
| Partiendo de la definición de derivada y usando que {\displaystyle e^{A(t+h)}=e^{At}e^{Ah}} {\displaystyle \forall t,h\in \mathbb {R} }, se tiene que {\displaystyle {\frac {d}{dt}}(e^{At})=\lim _{h\to 0}{\frac {e^{A(t+h)}-e^{At}}{h}}=e^{At}{\bigg (}\lim _{h\to 0}{\frac {e^{Ah}-I}{h}}{\bigg )}}. Por consiguiente, la prueba se reduce a demostrar que este límite existe y que {\displaystyle \lim _{h\to 0}{\frac {e^{Ah}-I}{h}}=A}. Usando la definición de exponencial de una matriz, {\displaystyle e^{Ah}=I+\sum _{k=1}^{\infty }{\frac {A^{k}h^{k}}{k!}}}, se sigue que {\displaystyle {\frac {e^{Ah}-I}{h}}=\sum _{k=1}^{\infty }{\frac {A^{k}h^{k-1}}{k!}}=A+\sum _{k=2}^{\infty }{\frac {A^{k}h^{k-1}}{k!}}}. Finalmente, queda demostrar que: {\displaystyle \lim _{h\to 0}{\Bigg \Vert }\sum _{k=2}^{\infty }{\frac {A^{k}h^{k-1}}{k!}}{\Bigg \Vert }=0}. Utilizando las propiedades de la norma matricial y operando sobre la expresión del límite, se llega a que {\displaystyle {\Bigg \Vert }\sum _{k=2}^{\infty }{\frac {A^{k}h^{k-1}}{k!}}{\Bigg \Vert }={\Bigg \Vert }\sum _{k=1}^{\infty }{\frac {A^{k+1}h^{k}}{(k+1)!}}{\Bigg \Vert }={\Bigg \Vert }\sum _{k=1}^{\infty }{\frac {A}{k+1}}{\frac {A^{k}h^{k}}{k!}}{\Bigg \Vert }={\Bigg \Vert }A\sum _{k=1}^{\infty }{\frac {A^{k}h^{k}}{(k+1)k!}}{\Bigg \Vert }\leq {\Bigg \Vert }A\sum _{k=1}^{\infty }{\frac {A^{k}h^{k}}{k!}}{\Bigg \Vert }\leq \Vert A\Vert \Vert e^{Ah}-I\Vert }. Usando la desigualdad triangular y sabiendo que la suma infinita presente en la definición de exponencial es convergente, {\displaystyle \Vert e^{Ah}-I\Vert ={\Big \Vert }\sum _{k=1}^{\infty }{\frac {A^{k}h^{k}}{k!}}{\Big \Vert }\leq \sum _{k=1}^{\infty }{\frac {\Vert A\Vert ^{k}h^{k}}{k!}}=e^{\Vert A\Vert h}-1}. Luego se tiene que {\displaystyle \lim _{h\to 0}{\Big \Vert }(\sum _{k=2}^{\infty }{\frac {A^{k}h^{k-1}}{k!}}){\Big \Vert }=0}, con lo que concluye la demostración. |

## Generalizaciones
En mecánica cuántica puede definirse la exponencia del operador hamiltoniano que es un operador lineal sobre un espacio vectorial de Hilbert de dimensión infinita. La evolución temporal del sistema cuántico cuyo hamitoniano no dependa del tiempo viene dada por:
{\displaystyle |\Psi (t)\rangle =\exp(it{\hat {H}})|\Psi _{0}\rangle }
En general el cálculo de la exponencial de un operador puede resultar compleja si no se conocen los autoestados del hamiltoniano, por lo que la solución anterior a veces resulta tan complicada como la resolución de la ecuación de Schrödinger.
En mecánica cuántica de campos la matriz S puede calcularse también a partir de una exponencial de un operador. Como en general el cálculo directo de la exponencial no es sencillo se usan series perturbativas para calcular la exponencial. Estas series perturbativas son las llamadas series de Feynman cada una calculable a partir de un diagrama de Feynman. Usualmente estas series tienen el problema adicional de series formales, por lo que su suma directa no proporciona un resultado finito, y por esa razón este precedimiento requiere técnicas adicionales de renormalización.